# Heinrich Breitenstein
Pour les articles homonymes, voir Breitenstein.
Heinrich Breitenstein (né en 1848 à Iglau et mort en 1930 à La Haye) était un médecin, zoologiste, géographe et écrivain allemand.

## Biographie
Breitenstein étudie la médecine à Vienne, se rend à Java en 1876 en tant que médecin principal de l'armée indo-néerlandaise, parcourt l'île au cours de ses 21 années de service, passe trois ans à Bornéo sous le Dajak et connait une grande partie de Sumatra. Au cours de ces voyages, il a consigné de nombreux documents sur la société, la géographie, la flore et la faune de l'île, sur lesquels il s'est fondé pendant 21 ans en Inde. Breitenstein en l'honneur de la découverte par ce Bornéo Kurzschwanzpython a reçu le nom zoologique Python breitensteini.
En 1897, il s'établit à Carlsbad en tant que médecin des cures thermales.